# Stefan Wastegård
Stefan Wastegård, född 1961, är en svensk kvartärgeolog.
Wastegård blev 1989 filosofie kandidat vid Stockholms universitet och 1995 filosofie doktor med Jan Lundqvist som handledare. Han var postdoc vid Royal Holloway, University of London 1997-98, och blev 2000 docent vid Stockholms universitet. Sedan 2007 är han professor i kvartärgeologi vid Stockholms universitet med inriktning mot kvartär stratigrafi.
Hans forskningsområden är kvartär stratigrafi och klimatutveckling, tefrokronologi och Östersjöns senkvartära utveckling, särskilt Yoldiahavets utbredning i tid och rum.